# ایبوراهیما سیدیبه
ایبوراهیما سیدیبه (انگلیسی: Ibourahima Sidibé؛ زادهٔ ۲۷ دسامبر ۱۹۹۲) بازیکن فوتبال اهل مالی است.
وی همچنین در تیم ملی فوتبال مالی بازی کرده است.